# Proprioseiopsis bay
Proprioseiopsis bay är en spindeldjursart som först beskrevs av Schicha 1980.  Proprioseiopsis bay ingår i släktet Proprioseiopsis och familjen Phytoseiidae. Inga underarter finns listade i Catalogue of Life.